# Старобежецкая улица
Старобе́жецкая улица — улица в Заволжском районе Твери. Находится в исторической части города Затверечье.

## Расположение
Старобежецкая улица является продолжением улицы Новая Заря и начинается от улицы Академика Туполева. Продолжается в северо-восточном направлении, пересекает улицу Шишкова и 1-й Клубный переулок, улицу Кутузова и Казанский переулок. Меняет направление на северо-западное и пересекает Дурмановский, Третьяковский и Литейный переулки. Заканчивается у Исаевского ручья (56°52′49″ с. ш. 35°55′26″ в. д.), упираясь в Парковый проезд.
Общая протяжённость Старобежецкой улицы составляет 1550 метров.

## История
Старобежецкая улица проведена в конце XVIII века по плану регулярной застройки района Затверечье. Называлась Бежецкой улицей, так как её большая часть была частью дороги на Бежецк .
Примерно в 1830-х годах дорога на Бежецк была переведена на соседнюю улицу Шишкова, прежняя Бежецкая улица разделилась на две части. Первая (1 квартал) шла до храма Никиты Мученика и называлась Никитской улицей по этому храму. Её продолжение получило название Старобежецкой улицы, в память о прежнем (старом) нахождении Бежецкой дороги.
Обе улицы застраивались каменными и деревянными одноэтажными домами, в основном частными. В начале чётной стороны Никитской улицы находилась пожарная часть.
В 1920-х—1930-х годах для Никитской улицы одновременно с историческим употреблялось новое название — улица Огарёва. В 1938 году Никитская (Огарёва) улица была включена в состав Старобежецкой.
В 1959 году в конце нечётной стороны построен двухэтажный жилой дом № 81. В конце 1970-х годах были снесены угловые дома с Третьяковским переулком, улица перегорожена насыпью Нового Тверецкого моста.

## Здания и сооружения
Дома 13, 18, 23, 25, 27 являются памятниками архитектуры.